# 13. СС брдска дивизија Ханџар (1. хрватска)
13. Вафен-СС брдска дивизија „Ханџар” (1. хрватска) (њем. 13. Waffen-Gebirgs-Division der SS „Handschar“ /kroatische Nr. 1/) била је њемачка брдска пјешадијска дивизија Вафен-СС-а, оружаног крила Нацистичке партије, који је служио уз Вермахт, али никада није формално био дио Вермахта током Другог свјетског рата. На послијератним суђењима у Нирнбергу, Вафен-СС је проглашен за злочиначку организацију због ратних злочина и злочина против човјечности. Од марта до децембра 1944, дивизија учествовала је у противгерилским операцијама против југословенских партизана на простору Независне Државе Хрватске (НДХ), фашистичке марионетске државе које се налазила на простору данашње Републике Хрватске, Босне и Херцеговине и дијела Републике Србије.
Назив је добила по ханџару, двосјеклом ножу који су носили јањичари за вријеме османске владавине. То је прва негерманска дивизија Вафен-СС и њено оснивање означило је ширење Вафен-СС у мултиетничку војну силу. Састављена углавном од босанских муслимана са појединим Хрватима католицима и углавном њемачким (рајхсдојчери и фолксдојчери) официрима и подофицирима, положила је заклетву на вјерност Адолфу Хитлеру и Анти Павелићу.
Дивизија се накратко борила у Срему, на подручју сјеверно од ријеке Саве у близини прелаза у сјевероисточну Босну. Након преласка Саве, успоставила је одређену „сигурносну зону” у сјевероисточној Босни између ријека Саве, Босне, Дрине и Спрече. У више прилика борила се изван сигурносне зоне и стекла је репутацију по бруталности и дивљаштву, не само током борбених дејстава, него и кроз злочине почињене над српским, муслиманским и јеврејским цивилима. Крајем 1944, дио дивизије је пребачен у околину Загреба, након чега су нењемачки припадници дивизије почели дезертирати у великом броју. Током зиме 1944—1945, послата је у Барању гдје се борила против Црвене армије и Бугара широм јужне Мађарске, назадујући кроз низ одбрамбених линија све док се нису нашли унутар граница Рајха.
Већина преосталих муслимана дезертирала је у овом тренутну и покушала је да се врати назад у Босну. Остали су се повлачили даље на запад, у нади да ће се предати западним Савезницима. Остатак припадника дивизије постали су заробљеници Британске војске. Након тога, 38 официра је изручено Југославији гдје су се суочили са тужбама, од чега је 10 погубљено. Стотине бивших припадника дивизије учествовало је у Грађанском рату у Мандатној Палестини (1947—1948) и у Арапско-израелском рату (1948).

## Позадина

### НДХ и Павелић
Послије инвазије Сила Осовине на Краљевину Југославију, хрватски ултранационалиста и фашиста Анте Павелић, који се налазио у егзилу у Мусолинијевој Италији, именован је за поглавника усташке Независне Државе Хрватске (НДХ). НДХ је обухватала скоро цијелу данашњу Републику Хрватску, Босну и Херцеговину и дио Републике Србије, а представљала је италијанско-њемачки квазипротекторат. Власти НДХ су, преко Усташке војнице, спроводиле геноцидну политику против Срба, Јевреја и Рома који су живјели у границама нове државе.
Како би осигурао оданост босанских муслимана, Павелић је наредио да се једна зграда у Загребу претвори у џамију, коју је назвао Поглавникова џамија. Упркос Павелићевим увјеравањима у једнакост са Хрватима, многи муслимани су се убрзо разочарали у усташку власт. Ниједан муслиман није постављен на утицајно мјесто у администрацији НДХ. На територији НДХ су избиле жестоке борбе између усташа, четника и партизана. Неке јединице Усташке војнице биле су увјерене да су муслимани симпатизери комуниста и спаљивали су њихова села и убијали цивиле. Четници су оптуживали муслимане за учешћа у усташком насиљу против Срба и спроводили су сличне злочине над муслиманским становништвом. Муслимане није нарочито штитило ни Хрватско домобранство, регуларна војска НДХ, за коју су Нијемци сматрали да је од минималне борбене важности. Муслимани су оснивали мјесне милиције за самоодбрану, али су и оне биле од ограничене вриједности, и само је једна милиција из Тузле, домобранска Хаџиефендићева легија, коју је водио Мухамед Хаџиефендић, била од неког значаја.

### Осуде и захтјеви за заштиту
Муслиманска елита и виђенији људи у бројним градовима и варошицама објављивали су резолуције или меморандуме у којима су јавно осуђивали усташке мјере, законе и насиље против Срба: Приједорску (23. септембра 1941), Сарајевску (12. октобра), Мостарску (21. октобра), Бањалучку (12. новембра), Бијељинску (2. децембра) и Тузланску резолуцију (11. децембра). Резолуције су осуђивале усташе у Босни и Херцеговини због лошег поступања према муслиманима и због покушаја да окрену муслимане и Србе једне против других. Према једној резолуцији, од почетка усташког режима муслимани су се ужасавали незаконитих дјелатности које су усташе, органи владе НДХ и разне нелегалне групе, чиниле против Срба.
Незадовољство босанских муслимана усташком управом у НДХ и њихова потреба за заштитом били су сједињене са чешњом за временом хабзбуршке управе у Босни и Херцеговини и углавном пријатељским ставом према Нијемцима међу виђенијим босанским муслиманима. Ови фактори су доприносили захтјевима за аутономијом босанске муслиманске заједнице којима се Павелић жестоко опирао, пошто би то нарушило територијални интегритет НДХ. До новембра 1942, аутономаши су били толико очајни због потребе за заштитом муслиманског становништва, да су писали Адолфу Хитлеру тражећи да одобри стварање аутономне „политичко-административне власти” у Босни у оквиру НДХ, на чијем челу би се налазила личност коју именује Хитлер.

## Оснивање
Због недостатка људства за јединице Вафен-СС-а, СС-рајхсфирер Хајнрих Химлер и кључни официр Вафен-СС-а за регрутацију СС-обергрупенфирер и генерал Готлоб Бергер предложили су Хитлеру 6. децембра 1942. оснивање муслиманске СС дивизије. И Вермахт и Вафен-СС били су забринути због све бржег погоршања безбједносног стања у НДХ, што је везивало њемачке војнике потребне на неким другим мјестима. Њемачки извјештај из 1943. наводи да је до те године убијено 100.000 муслимана и да је око 250.000 постало избјеглице. Поред тога, регији је пријетила несташица хране. Групенфирер и генерал-потпоручник Артур Флепс примјетио је да „муслимани имају посебан статус, јер их прогоне сви остали”.
Романтичарски став који је Химлер имао о босанским муслиманима, вјероватно је имао значајну улогу у стварању дивизије. Ипак, меморандум од 1. новембра 1942. такође указује да су водећи муслимански аутономаши већ предложили стварање добровољачке јединице Вафен-СС-а под њемачком командом. Химлер је лично био фасциниран исламом и вјеровао је да ислам ствара неустрашиве војнике. Сматрао је да је њихова жестина пожељнија од углађености хришћана и вјеровао је да би њихове борбене вјештине требало даље развијати и искористити. Сматрао је да ће муслимани бити савршени војници СС-а, јер ислам „обећава рај онима који се боре и погину у борби”. Што се тиче њиховог етничког поријекла и захтјева које је поставио СС-а, чини се да је Химлер прихватио теорије које су заступали хрватски и њемачки националисти да Хрвати, укључујући и муслимане, нису словенског поријекла, него чисти Аријци готског или иранског поријекла.
Химлер је био инспирисан и успјесима Босанскохерцеговачке пјешадије у Првом свјетском рату. Настојао је да поврати оно што је он називао „старом аустријском” традицијом, поново оснивајући босанске пукове бивше Аустроугарске војске у виду муслиманске СС дивизије. Када је основана, дивизија је требало да ступи у борбу и да уништи југословенске партизане, који су дјеловали у сјевероисточној Босни, и тако повратити локални „ред”. Химлерова основна брига није била сигурност мјесног муслиманског становништва, него добробит њемачког становништва у Срему. „Срем је житница Хрватске и надајмо се да ће он и наша вољена њемачка насеља биће сигурна. Надам се да ће подручје јужног Срема ослободити… босанска дивизија… тако да можемо барем дјелимично вратити поредак у ову смијешну [хрватску] државу”.
Адолф Хитлер је званично одобрио пројекат средином фебруара 1943, а Химлер је наредио Артуру Флепсу, команданту 7. СС дивизије „Принц Еуген”, да оснује прву СС дивизију од негерманског становништва.

## Регрутовање
Флепс је отпутовао у Загреб 18. фебруара 1943. како би отпочео званичне преговоре са владом НДХ. Састао се са њемачким изаслаником Зигфридом Кашеом и министром спољних послова НДХ Младеном Лорковићем, који је представљао Павелића. Павелић је већ дао пристанак оснивању дивизија, али Вафен-СС и влада НДХ су имали врло различите идеје како ће се она регрутовати и контролисати. Лорковић је предложио да се она назове СС усташка дивизија, која би била хрватска јединица основана уз помоћ СС-а, са називима пукова по географским називима, као што су Босна, Крајина и Уна. Ово је одражавало страхове које су имали Павелић и Каше да ће чисто муслиманска дивизија можда допринијети муслиманским захтјевима за независношћу. Као компромис, ријеч „хрватска” је додата званичном имену дивизије и регрутовани су и хрватски католички официри. Химлерове и Флепсове жеље су углавном превагнуле и дивизија је створена по њиховом нахођењу, што је НДХ оставило веома незадовољну исходом, посебно у погледу етничког састава дивизије.
СС-штандардфирер Карл фон Кремплер, специјалиста за ислам који је говорио српскохрватски, од Химлера и Флепса добио је задужење за организовање дивизије. Флепс се срео са Кремплером 3. марта, који је морао да сарађује са представником владе НДХ Алијом Шуљаком. Кампања образовања дивизије је почела 20. марта 1943. када су Кремплер и Шуљак почели 18-дневни обилазак 11 босанских жупа. Уз помоћ СС-а, одржани су регрутни митинзи у Живиницама и Грачаници. У међувремену, Нијемци су у Берлину почели формирати дивизијски штаб, укључујући резервног СС-штандфирера Херберта фон Обервурцера који је из 6. СС дивизије „Сјевер” премјештан на дужност заповједника дивизије.
Шуљак и Кремплер су се ускоро сукобили око циљева и улоге предложене дивизије. Шуљак је, као политичар, критиковао Кремплерово српско нарјечје и његову употребу традиционалних исламских боја и амблема (зелених застава и полумјесеца) умјесто усташких симбола током регрутовања. Када су дошли у Тузлу, Кремпер се срео са вођом муслиманске милиције Мухамедом Хаџиефендићем. Хаџиефендић је 28. марта испратио Кремплера у Сарајево, гдје га је упознао са Мухамедом Панџом, као и са другим водећим муслиманским политичарима који нису били повезани са усташама. Влада НДХ и Каше били су бјесни и захтијевали тренутну смјену Кремплера. СС је игнорисао захтјев и Кремплер је наставио са регрутовањем припадника будуће дивизије, међу којима је било и дезертера из оружаних снага НДХ.

### Велики муфтија Јерусалима
Химлер и група муслиманских вођа у НДХ су у периоду март—април 1943. затражили да Велики муфтија Јерусалима Мухамед Амин ел Хусеини, који је у то вријеме живио у Берлину, помогне у организовању и регрутовању муслимана у Вафен-СС и друге јединице. Био је у пратњи Кремплера, који је говорио турски. Од 30. марта до 10. априла, муфтија је посјетио Загреб, Сарајево и Бању Луку, како би се састао са високим муслиманским вођама и агитовао за подршку новој дивизији. Муфтијина посјета је била и у сврху прегледа и благослова дивизије, током које је користио нацистички поздрав. Хусеини је инсистирао на томе да „најважнији задатак ове дивизије мора бити заштита домовине и породица [босанских добровољаца]” и да „дивизији не смије бити дозвољено да напусти Босну”, али се Нијемци на ово нису обазирали.

### Регрутовање Хрвата католика
Упркос Хусеинијевој подршци, регрутовању се није одазвао велики број муслимана. Химлер је онда дозволио да хришћани чине 10% јединице. Како се регрутовање потребног броја муслимана показало тешким задатком, у дивизију је примљено 2.800 Хрвата католика, што је на Химлерово разочарање било више од процента који је он желио.
Хусеин Бишчевић (рођен 28. јула 1884) био је највиши (и вјероватно најстарији) босански официр који се добровољно јавио. Бишчевић је служио у Аустроугарској војсци и у августу 1943. постављен је на дужност СС-оберштурмбанфирера у дивизијском противавионском батаљону. Убрзо је оцијењен као неподесан и замијењен је њемачким официром, мало прије него што је дивизија кренула у борбу.

## Састав
Извори се разликују у погледу почетног саставе дивизије. Стеван К. Павловић наводи да су 60% регрута чинили муслимани, а да су остали били фолксдојчери, који су чинили већину официрског и подофицирског кадра, док Јозо Томашевић наводи да је јединицу чинило 23.200 муслимана и 2.800 Хрвата, док су официри били углавном Нијемци. Даље наводи да је то била највећа муслиманска дивизији са 26.000 припадника. Лепре наводи да је прописана јачина дивизије смањена са 26.000 на 21.000. Дивизија је имала имама у сваком батаљону, осим у потпуно њемачком извиђачком батаљону. Око 6 мјесеци дивизија је укључивала и око 1.000 Албанаца са Косова и Санџака, који су чинили 1. батаљон 2. пука, који је касније постао 1. батаљон 28. пука.
У вријеме окончања обуке, дивизија је и даље била за трећину мања од назначене величине и у погледу официра и подофицира, а официрски кадар је остао скоро искључиво састављен од Нијемаца. Већина официра и подофицира је доведена из резервних јединица других дивизија Вафен-СС-а.

## Оснивање, обука и побуна
Дивизија је првобитно послата на обуку у јужну Француску, гдје је углавном била смјештена у градовима и селима у департманима Аверон и Лозер. Дуго након званичног оснивања, дивизија није имала званичан назив и користили су се незванични називи „Хрватска СС добровољачка дивизија” (њем. Kroatische SS-Freiwilligen-Division) или „Муслиманска дивизија” (њем. Muselmanen-Division). Одлука Вафен-СС-а да се дивизија оснује и обучи изван Босне била је супротна савјетима које је дао њемачке опуномоћеник у НДХ, Едмунд Глез фон Хорстенау. Овај савјет се убрзо показао као пророчки.
Оберзт Карл-Густав Зауберцвајг преузео је заповједништво над дивизијом од Обервурцера 9. августа 1943. године. Послије пребацивања је добио чин СС-оберфирера. Био је пруски војник који је одликован као осамнаестогодишњи заповједник чете током Првог свјетског рата и био је на дужности заповједника пука у раним фазама операције Барбароса, прије него што је рањен. Као доказани вођа, иако није говорио српскохрватски, убрзо је стекао трајно поштовање и наклоност припадника дивизије.

### Побуна у Вуљфранш-де-Рујергу (септембар 1943)
У ноћи између 16. и 17. септембра 1943, док је дивизија била на обуци у Виљфранш-де-Рујергу у Француској, скупина пропартизанских војника предвођена млађим муслиманским и хрватским официрима подигла је побуну у пионирском батаљону. Предвођени Феридом Џанићем, Божом Јелинеком (познат и као Едуард Матутиновић), Николом Вукелићем и Луфтијом Диздаревићем, заробили су већину њемачког особља и убили пет њемачких официра, укључујући заповједника батаљона СС-оберштурмбанфирера Оскара Кирхбаума. Очигледно, побуњеници су вјеровали ће се остали придружити и да би могли допријети до западних Савезника.
Побуна је била неуспјешна због утицаја имама Халима Малкоча и љекара Вилфрида Швејгера. Малкоч је муслиманским припадницима 1. чете рекао да су их преварили, да ослободе њемачке подофицире и окупе чете како би ухватили вође побуне. Швејгер је исто урадио са 2. четом. Диздаревић и Џанић су убијени у борби, Вукелић је заробљен, док је Јелинек побјегао.
Различити извори наведе различите бројеве погубљених након гушења побуне. Томашевић тврди да је 78 преступника убијено, а Лепре наводи само 14 мртвих док су још 4 побуњеника пронађена и убијена крајем септембра. Малком тврди да је 15 побуњеника умрло и још 141 је убијен у накнадној „операцији чишћења”. Нијемци су приписали инфилтрацију Титовом приједлогу да се његови партизани пријаве за полицијске дужности како би добили боље оружје, униформе и обуку. Пријављени који су сматрани „неодговарајућим за службу” или „политички непоуздани” накнадно су очишћени. На крају, 825 припадника је удаљено из дивизије и послато у Њемачку на принудни рад у организацији Тот. Од 825, њих 265 је одбило принудни рад и послати су у Концентрациони логор Нојенгаме, гдје је на десетине умрло.
Говорећи о снагама босанских муслимана у Аустроугарској војсци, Химлер је касније рекао: „Знао сам да постоји шанса да се неколико издајица прокријумчари у дивизију, али нисам имао најмању сумњу у погледу лојалности Босанаца. Ове снаге су биле лојалне свом врховном заповједнику двадесет година, па зашто не би било тако данас”. Химлер је одликовао и Малкоча и Швејгера Гвозденим крстом другог реда због спрјечавања побуне. Пет војника је такође одликовано.
Када је Виљфранш-де-Рујерг ослобођен 1944, мјесно становништво је одлучило да ода почаст побуњеницима преименовањем улице у Авенија Хрвата (фр. Avenue des Croates; мјесно становништво је босанске муслимане видјело као Хрвате исламске вјероисповијести), а „побуна Хрвата” се обиљежава сваког 17. септембра. Кохен трвди да је југословенска влада послије рата тражила да се комеморације преименује у „побуна Југословена” како би се прикрила етничка припадност побуњеника, што су Французи одбили. Виљфранш-де-Рујершки устанак се првобитно обиљежавао у граду са спомеником, који је дизајнирао хрватски скулптор Вања Радауш.

### Шлезија
Због побуне, дивизија је пребачена на подручје за обуку у Нојхамеру у Шлезији (данашња Пољска) како би завршили своју обуку. Током обуке, њемачки официри, задовољни напретком, сковали су термин Мујо за босанске муслимане. Припадници дивизије су се заклињали на вјерност и Хитлеру и Павелићу.
Штаб СС-а званично је дивизији дао назив „13. СС добровољачка бх. брдска дивизија (хрватска)” (њем. 13. SS-Freiwilligen b.h. Gebirgs-Division (Kroatien)) 9. октобра 1943, али убрзо је дошло до промјене како би се разликовала од оних које чине Нијемци и постала је „13. СС брдска дивизија ’Ханџар’ (1. хрватска)” (њем. 13. Waffen-Gebirgsdivision der SS „Handschar“ (kroat. Nr. 1)). Дивизија је добила назив „Ханџар”, по борбеном ножу или мачу којег су носили османски јањичари вијековима док је подручје БиХ било дио Османског царства. Дивизија је завршила своју обуку 15. фебруара 1944. и вратила се у НДХ жељезницом.

## Противгерилске операције (март—мај 1944)
Примарна улога дивизија било је обезбеђивање 6.000 км² територије у сјевероисточној Босни, унутар НДХ. Сигурносна зона обухватала је Посавину, Семберију и Мајевицу, подручје које се налази између ријека Саве, Босне, Дрине и Спрече. Сигурносна зона је отприлике одговарала области дјеловања 3. босанског корпуса НОВЈ. Химлер је задатак дивизије видио као важан за заштиту важних пољопривредних подручја и фолксдојчерских насеља у Срему на сјеверу.
Дивизија је учествовала у можда највећој противгерилској операцији током Другог свјетског рата, операцији Мајбаум. Учествовала је и у другим противгерилским операцијама између марта и маја 1944. године.

### ОперацијаВегвајзер
Прва акција у којој је дивизија учествовала била је операције Вегвајзер (Путоказ) од 9. до 12. маја 1944. године. Циљ операције био је чишћење дијела Срема који су заузели партизани, а који су били пријетња прузи Загреб—Београд. Партизани су дјеловали из шума око Босута и села дуж тока Саве. Како је дивизија ушла у подручје, партизани су се повукли на југоисток, избјегавајући одлучну борбу. Зауберцвајг тврди да су партизани имали 573 погинулих и 82 заробљених. Хаор пише да је дивизија масакрирала хиљаде српских цивила током операције. Према Владимиру Дедијеру и Антуну Милетићу, 223 цивила су убијена у Босуту, 352 у Сремској Рачи и 70 у Јамени, већином старци, жене и дјеце. Операција је била успјешна у погледу чишћења босутских шума, али партизани су се вратили у подручје убрзо након закључења операције.

### ОперацијаСаве
Операција Саве (Сава) покренута је 15. марта 1944. са циљем чишћења партизана са подручја Семберије. Зауберцвајг је написао отворено писмо дивизији: „Сада смо стигли до босанске границе и (ускоро) започели марш у домовину… Фирер вам је пружио најбоље оружје. Поред онога (што имате) у својим рукама, изнад свега имате идеју у својим срцима — да ослободите домовину… Убрзо, сваки од вас ће стајати на мјесту које ви зовете домом, као војник и џентлмен; стајати чврсто као бранитељ идеје спасења културе Европе — идеје Адолфа Хитлера”.
Зауберцвајг је наредио да сваки заповједник прочита већ припремљену поруку када његова јединица буде прелазила ријеку Саву, у којој је истакнуто „ослобођење Босне” и на крају ослобођење „муслиманске Албаније”. То је било непосредно обраћање албанским снагама, као и босанским. 27. пук прешао је Саву у зору код Босанске Раче, близу ушћа са Дрином. Остатак је прешао у Брчком, са пратњом јаког артиљеријског бомбардовања. Са партизанским снагама је одмах остварен сукоб, које су се брзо повукле у шуму. Снаге за подршку остале су сјеверно од Саве у Винковцима, који су постали стално сједиште гарнизона. Пук је лако напредовао преко Семберије кроз Велино Село до Бродца, а затим у Бијељину која је заузета након лакшег партизанског отпора 16. марта.
27. пук је консолидовао свој положај у Бијељини, док су се 28. пук и дивизијски извиђачки одред носили са највећим борбама док су напредовали кроз Пукиш, Челић и Корај у подножну планине Мајевице. Зауберцвајг је касније забиљежио да је 2. батаљон 28. пука „у Челићу напао партизанску одбрану са (новим) заповједником батаљона Хансом Ханкеом на челу” и да су се непријатељске снаге повукле након тешке борбе са великим губицима, с мањком муниције.
Када је област осигурана, одбрамбени положаји су успостављени дуж пута Челић—Лопаре и јединице величине чете су послате у извиђање. У ноћи између 17. и 18. марта, дијелови 16. војвођанске и 36. војвођанске дивизије НОВЈ безуспјешно су напали положаје 28. пука код Кораја и Забрђа, при чему су изгубиле преко 200 људи.

### ОперацијаОстерај
Након операције Саве, дивизија је остала релативно статична дуже од три седмице, при чему је спроводила операције чишћења и одбијања напада мјесних партизана. Муслимани су са нестрпљењем прижељкивали даље напредовање кроз Босну, али је извиђачки батаљон у великој мјери био ангажован на западном боку дивизије, нападајући положаје које су држале 3. војвођанска и 36. војвођанска дивизија НОВЈ у Горњем Рахићу 26. марта, гдје је током борби убила 124 партизана и 14 заробила. Батаљон је заузео још неколико положаја од партизана у наредној седмици. Почетком априла, 200 партизана из 16. муслиманске бригаде предало се дивизији. Они су већином били бивши припадници разних муслиманских милиција, а који су били регрутовани у редове партизана.
Операција Остерај (Ускршње јаје) почела је 12. априла 1944. са циљем чишћења планине Мајевице, а коју су држали елементи 3. босанског корпуса на челу са генералом Костом Нађом. 27. пук је убрзо заузео Јању и прошао кроз Доњу Трнову како би стигао до рудника угља Угљевик, важног економског циља за њемачку војну машинерију. Након борби које су трајале до 13. априла увече, 27. пук је извијестио да су партизански губици износили 106 погинулих, 46 заробљених, 2 дезертера и велике количине оружја и муниције. Пук је такође заузео велику количину медицинског материјала из болнице у околини Доње Трнове.
28. пук је кренуо на југ кроз Мачковац и током борбе око Прибоја, његов 1. батаљон, сачињен од Албанаца, имао је тешке губитке. 3. босански корпус је затим повукао 16. војвођанску и 36. војвођанску дивизију на југ преко пута Тузла—Зворник. Извиђачки батаљон је наставио напредовање, крећући се према западним падинама Мајевице и заузимајући Сребреник и Градачац, гдје се повезао са 1. горским здругом Хрватског домобранства. Нијемци су операцију Остерај сматрали великим успјехом, због постизања свих циљева операције уз минималне губитке.
Током крајње етапе операције Остерај, 1. батаљон 28. пука повучен је из борбе и пребачен у Приштину како би формирао дио 21. СС брдске дивизије „Скендербег” (1. албанска) према Химлеровом наређењу. Нови 1. батаљон 28. пука је регрутован од других дивизијских јединица и нових регрута.
У посљедњем дијелу операције Остерај, Јагдкомандос, лако наоружани и мобилни „ловачки одреди” снаге чете или батаљона, кориштени су за разбијање и узнемиравање партизана који су и даље дјеловали на крилима. Ови одреди су убили преко 380 партизана и заробили преко 200 између 21. и 23. априла. Средином априла, пола сигурносне зоне било је очишћено од партизана.

### ОперацијаМајбаум
Амбициозни циљ операције Мајбаум (Mајско дрво) био је уништење 3. источнобосанског корпуса. Армијска група Ф наредила је 5. СС брдском корпусу да формира блокаду дуж Дрине, како би се спријечио прелазак партизанских снага у Србију. Операција Мајбаум била је једна од највећих противгерилских операција Другог свјетског рата и укључивала је 7. СС дивизију и снаге НДХ. 13. СС дивизија нашла се под заповједништвом 5. СС корпуса и основни задатак дивизије био је заузимање Тузле и Зворника, затим напредовање на југ паралелно са Дрином до спајања с хрватским јединицама. Првобитни план укључивао је падобрански десант 500. СС падобранског батаљона на подручје Власенице, али десант отказан због неодговарајућих временских услова. Сигурност бокова требало је да обезбјеђује извиђачки батаљон на подручју Сребреника. Распоређивање јужно од Спрече, изван сигурносне зоне, током операције Мајбаум наредио је заповједник корпуса, Флепс, упркос противљењу Зауберцвајга. То је проузроковало трвења између њих која су евентуално захтијевала Химлерову интервенцију.
28. пук је напредовао на југ уз планинске путеве кроз Тузлу 23. априла. Сљедећег дана је наставио до Ступара. 27. пук је напредовао на југ 25. априла, како би заузео Зворник. У исто вријеме 28. пук шаље 1. батаљон источно према Власеници и 2. батаљон јужно према Кладњу, који заузима варошицу 27. априла. Због водостаја Дрињаче код Кладња, умјесто да прегазе ријеку и наставе према Власеници, 2. батаљон наставља југоисточно према Хан Пијеску, гдје се сусрећу са елементима 7. СС дивизије који су напредовали на сјевер.
1. батаљон је заузео Власеницу 28. априла, али су га готово истовремено са истока напале двије партизанске дивизије. Трећа партизанска дивизија је опколила штаб 28. пука у Шековићима, 30 км сјеверозападно од Власенице. И 2. батаљон и извиђачки батаљон кренули су на Власеницу, гдје је 2. батаљон избавио потучени 1. батаљон и затим опколио Шековиће. Након 48-часовне борбе, током које је 2. батаљон десеткован, варошица је заузета.
Док је битка за Шековиће бјеснила, 27. пук проширио блокаду Дрине даље на југ, заустављајући партизанску колону, досегнувши до Нове Касабе 30. априла. Након што се стање у Шековићима смирило 1. маја, 27. пук је поново патролирао на путу Тузла—Зворник. 28. пук се пребацио на подручје Симин Хан — Лопаре 5. маја, док је 7. СС дивизија гонила партизане који су се повлачили на југ.
Операција Мајбаум није само зауставили прелазак 3. источнобосанског корпуса преко Дрине у Србију, већ је и ослабила партизанску формацију. 5. СС брдски корпус је 6. маја наредио дивизији да се врати у сигурносну зону сјеверно од ријеке Спрече.

### ОперацијаМајглекхен
Дивизија је 17—18. маја заједно са мјесним мајевичко-тузланским четничким јединицама под заповједништвом Радивоја Керовића започела операцију Мајглекхен (Ђурђевак) са циљем уништења неколико партизанских бригада на Мајевици. Партизани су окружени на подручју коте Столице. Покушај 16. војвођанске дивизије да ослободи снаге у окружењу је пропао дјеловањем извиђачког батаљона и елемената 28. пука. Колона која је покушала ослобађање се вратила преко Спрече. Након тешког бомбардовања артиљеријом пука, заробљене партизанске снаге су 18. маја побјегле под окриљем ноћи. Партизани су имали велике губитке, нпр. 17. мајевичка бригада 27. источнобосанске дивизије имала 16 мртвих и 60 несталих. По завршетку операције Мајглекхен, 27. пук је остао у близини Зворника, а 28. пук у близини Сребреника.

## Сарадња са мјесним снагама
Након операције Мајглекхен, дивизија се пребацила у изузетно дефанзивно држање са циљем ускраћивања приступа партизанима сигурносној зони. Од повратка у зону, дивизија је могла рачунати на помоћ у овом задатку од мјесних снага различите поузданости. То је укључивало четири групе четника од укупно 13.000 припадника, Зелени кадар Нешада Топчића из кога се већина придружила партизанима и на Усташку војницу и Хрватско домобранство, од којих ниједна није била поуздана. Ове исте скупине, истовремено су покушавале подстицати муслиманске и хрватске припаднике на пребјег. Између марта и јуна 1944, ови покушаји су у великој мјери били безуспјешни и довели су до мање од 200 случајева дезертерства.

## Противгерилске операције (јун—август 1944)

### ОперацијаВолмонд
Након операције Реселшпрунг (Коњићев скок), њемачког покушаја да заробе или убију Тита у Дрвару у западној Босни 25. маја 1944, маршал Југославије и врховни командант НОВЈ наредио је општи устанак. Трећи источнобосански корпус планирао је офанзиву која је укључивала три паралелне колоне снаге дивизије са циљем напада на сјевер у зони како би увукли у борбу и уништили њемачке снаге и њихове мјесне савезнике. Колоне су чиниле:
- „Западна колона” — 16. војвођанска дивизија којом је заповиједао Данило Лекић;
- „Средишња колона” — 38. источнобосанска дивизија којом је заповиједао Милош Зекић:
- „Источна колона” — 36. војвођанска дивизија којом је заповиједао Марко Перић.

Операција Волмонд (Пун мјесец) брзо је смишљена након што је извиђачки батаљон видио како партизанске снаге прелазе пут Тузла—Звоник увече 6. јуна 1944. године. Зауберцвајгов циљ био је напад са истока и сјевера, одбијајући партизанске снаге у напредовању преко Дрине. Њемачки план је потцијенио снагу партизанске „Западне колоне” и поставио је само 1. батаљон 28. пука на путању партизана. Овај батаљон је у свом саставу имао много нових регрута и штитиле су га двије батерије артиљеријског пука, од којих је једна (7/AR13) била постављена источно од Лопара.
Крајем дана 7. јуна, партизани су разбили 1. батаљон, иако је 2. батаљон послат из Сребреник да пружи помоћ, 16. војвођанска дивизија је напредовала према положају 7/AR13, који се састојао од 80 људи са четири пушке калибра 150 мм и само једним митраљезом. Након четири сата борбе, када је пола батерије погинуло, артиљерци су остали без малокалибарске муниције и затим су се разбјежали по шуми. Као резултат контранапада 2. батаљона у послијеподне 9. јуна и током 10. јуна, 16. војвођанска дивизија била је приморана на повлачење, а батаљон је наставио гонити и „Западну колону” и „Средишњу колону” на југ. Партизани су уништили пушке и возила 7/AR13 прије повлачења, а било је и извјештаја о томе како су погинули Нијемци били масакрирани. „Источну колону” је зауставио 27. пук и посљедњи припадник 3. источнобосанског корпуса потиснут је преко Спрече 12. јуна.
Према њемачким подацима, током операције Волмонд губици дивизије били су 205 мртвих, 528 рањених и 89 несталих. 1. батаљон је десеткован, са само 180 преосталих припадника. Зауберцвајг је тврдио како је 3.000 партизана погинуло током операције, али Флепс одбацује ово као „велико претјеривање”. Према једно њемачког извјештају након операције, убили су преко 1.500 партизана и заробили велику количину оружја и муниције. Према партизанским изворима, губици 3. источнобосанског корпуса били су:
- „Западна колона” — 58 погинула, 198 рањених и 29 несталих;[78]
- „Средишња колона” — 12 погинулих, 19 рањених и 17 несталих;[79]
- „Источна колона” — 72 погинула, 142 рањена и 9 несталих.[80]

На крају операције Волмонд, заповједник 27. пука, Дезиријус Хампел, именован је на дужност заповједника дивизије са чином штандертенфирера, а Зауберцвајг је био задужен за образовање новог штаба 9. СС брдског корпуса (хрватски). Заповједник 28. пука, Хелмут Рајтел, био је задужен за образовање нове 23. СС брдске дивизије „Кама” (2. хрватска). И нови корпус и нова дивизија требало је да се образују у јужној Мађарској. Три подофицира из сваке чете 13. СС дивизије, заједно са осталим особљем, послати су како би образовали срж 23. СС дивизије. Именовани су нови заповједници оба пјешадијска брдска пука.
Убрзо послије Хампеловог преузимања заповједништва, постао је свјестан да су мјесни четници искористили борбе операције Волмонд како би покупили опрему дивизије. Он се састао са четничким војводом Керовићем и договорио повратак опреме у замјену за малокалибарску муницију и кутије ручних граната.
Током остатка јуна 1944. и прве седмице у јулу, дивизија је била ангажована у спрјечавању партизанског продора у сигурносну зону и појачавања мјесних снага НДХ и мјесних четника који су били на мети партизана. Током љета 1944, елементи дивизије имали су задатак чувања мађарских Јевреја који су се налазили на принудном раду градње утврђења у Тузли. Док су чували раднике, окрутно су поступали према њима, а убили 22 особе које нису могле да наставити са радом.

### ОперацијаФлајгенфангер
Операција Флајгенфангер (Лијепак за муве) покренута је 14. јула 1944. године. Циљ операције био је уништавање привремене партизанске писте у околини Осмака, 26 км југоисточно од Тузле, јужно од пута Тузла—Зворник, као и партизанске снаге које су чувале писту. Писта се налазила недалеко од јужне границе сигурносне зоне и користили су је савезнички авиони за снабдијевање и евакуацију рањених партизана у Италију. Изградила ју је 19. бирчанска ударна бригада из 27. источнобосанске дивизије између 3. и 6. јула, а прво слијетање на писту догодило се у ноћи 6. на 7. јул. 19. бирчанска бригада је такође била одговорна за заштиту писте. Два батаљона 27. пука, заједно са батаљоном мајевичких четника, покренула су операцију са линије Цапарде—Мемићи—Прњавор, и заузели су варошице Осмаке и Мемиће и оштетили писту, упркос жестоком отпору. Тог поподнева, противнапад 19. бирчанске бригаде је одбио њемачке и четничке снаге преко пута Тузла—Зворник. Истовремено са противнападом, штаб 3. источнобосанског корпуса наредио је 36. војвођанској дивизији да изврши чишћење терена од непријатељских војника, како би писта поново била употребљива. Током ноћи 14. на 15. јул, елементи 36. војвођанске дивизије стигли су у околину Осмака и избавили 19. бирчанску бригаду, која је кренула према Сребреници. Током ноћи 16. на 17. јул, савезнички авиони доставили су опрему у Осмаке, а око 100 рањених партизана пребачено је у Италију.
Према њемачким извјештајима, убијена су 42 партизана, док су губици дивизије били 4 погинула и 7 рањених. Партизанске снаге повукле су се јужно ка подручју Власеница—Рајићи. Сарадња са четничким батаљоном у ратном дневнику 9. СС брдског корпуса описана је као „дјелотворна”.

### ОперацијаХајдерозе
Док је дивизија спроводила операцију Флајгенфангер, 2. оклопна армија је развијала план блокаде великих партизанских снага коју су имале намјеру преласка из средње Босне у западну Србију као појачање тамошњим партизанима. Због проблема са расположивошћу различитих јединица 5. СС планинског корпуса, планирана операција Розе (Ружа) је отказана.
У међувремену, пошто је већина дивизије била распоређена у јужном дијелу сигурносне зоне, Хампел је планирао операцију на нивоу дивизије, под именом операција Хајдерозе (Дивља ружа), циљајући партизанске положаје сјеверозападно од Шековића, јужно од ријеке Спрече. 27. пук, ојачан истим четничким батаљоном са којим је сарађивао током операције Флајгенфангер, требало је да нападне са истока према Шековићима, док би 28. пук вршио притисак са југа. Извиђачки батаљон 7. СС дивизије је требало да дјелује као блокада која би се кретала према сјеверу. Хампел је био очигледно незадовољан дјеловањем новог заповједника 27. пука (СС-оберштрумбанфирер Херман Петер) и на његову дужност је поставио начелника штаба дивизије СС-штурмбанфирера Ериха Брауна.
Операција је почела 17. јула. На снажан отпор одмах је наишао 28. пук, док се 27. пук попео до Удрча прије сумрака без озбиљног отпора. Рано 18. јула, четници су из Матковца повели напад према Шековићима. 27. пук је стигао до Бачковца и 19. јула је заузео узвишење јужно од Шековића. 28. пук је приморао 36. војвођанску дивизија на повлачење. Батаљон из 7. СС дивизије наишао је на озбиљан отпор код Власенице, али се ипак пробио. Дана 19. јула, 28. пук се пробио према Горњим Петровицама како би напао 12. војвођански корпус у Живиницама. Извиђачки батаљон 7. СС дивизије се пробијао из Вареша као блокада како би спријечио партизане да се повуку преко Кладња.
Партизани су затим ангажовали 16. војвођанску дивизију да помогне 36. војвођанској дивизији која је до тада изнијела највећи терет операције Хајдерозе. Обје дивизији су 20. јула напале 27. пук, који је сљедећег дана извршио противнапад након којег су партизани одбијени са великим губицима. Партизани су почели да се повлаче 23. јула на југ. Дивизија је почела да тражи скривене партизанске штабове на чије је постојање указивала њемачка обавјештајна служба. Након једнодневне потраге, дивизија је открила више од десет партизанских штабова, које су четници-сарадници почели да рашчишћавају упркос томе што су претходних дана показали мало интересовања за стварну борбу против партизана.
Операција Хајдерозе била је значајан успјех за дивизију, која је нанијела озбиљне губитке партизанима. Убијено је више од 900 партизана, а заробљена је велика количина опреме: једна противтенковски топ, два минобацача, 22 митраљеза, преко 800 пушака и око 500.000 комада муниције за малокалибарско оружје. Губици дивизије су били 24 погинула и преко 150 рањених. Комунистички извори сматрају да су партизани претрпјели озбиљне губитке, при чему је само 12. корпус имао 250 мртвих, рањених и несталих. Међутим, партизански извјештаји процјењују да су њемачки губици била знатно већи од њихових. Ерих Браун је препоручен за Витешки крст Гвозденог крста, али та препорука није подржана, очигледно због неслагања између штаба дивизије и Флепса до којих је дошло током оснивања дивизије.

### ОперацијаХакфлајш
У првој седмици августа 1944, 2. оклопна армија је коначно била спремна да осујети напредовање партизана из Босне ка Србији, што првобитно планирано као операција Розе. Преименована у операцију Рибецал (Планински дух), преиначени план је захтијевао да 7. и 13. СС дивизија образују босанску етапу операције, под називом операција Хакфлајш (Мљевено месо). Хакфлајш је за циљ имао протјеривање партизана који су заузели подручје између градова Кладањ, Власеница, Соколац и Олово, јужно од сигурносне зоне. Потпуни план је обухватао јединице које су требале присилити повлачење партизана на исток, гдје би их дочекале остале јединице и ту их уништиле.
Јединицама су додијељени задаци, а састављене су на сљедећи начин:
- извиђачки батаљон 7. СС дивизије требао је да крене западно од Вареша и нападне партизане у околини Олова, гурајући их на исток;
- 1. батаљон 28. пука 13. СС дивизије требао је да нападне јужно и југоисточно од Рибнице према Олову;
- 3. батаљон 28. пука 13. СС дивизије требао је да потискује јужно и југоисточно од Кладња према селу Петровићи;
- 27. пук 13. СС дивизије требао је да крене из правца Шековића;
- дио 14. пука 7. СС дивизије требао је да потиска сјеверозападно између Олова и Соколца и
- дио 13. пука 7. СС дивизије требао је да нападне на сјевер преко Соколца.

Двадесет седми пук се уплео у жестоке борбе са 27. источнобосанском и 38. босанском дивизијом НОВЈ, које су започеле офанзиву код Власенице. Немогућност 27. пука да напредује значила је да план опкољавања партизанских снага није постигнут и партизани су се повукли на исток прелазећи пут Власеница — Хан Пијесак. Остале партизанске снаге повукле су се у правцу Горажда.
Што се тиче Нијемаца, операције Хакфлајш је имала умјерен успјех, са 227 убијених и преко 50 заробљених партизана. Одгодила је, али није спријечила, напредовање партизана ка Србији. Да би се 7. СС дивизији омогућило да тјера партизанске снаге које се повлаче према средњој Босни, 1. и 3. батаљон 28. пука стављени су под команду те дивизије у периоду од 8. до 17. августа 1944. године. Током остатка августа 1944, дио дивизије покушавао је спријечити партизане да стигну до сигурносне зоне. Партизанска 11. крајишка и 38. босанска дивизија брзо су се убациле у јужни дио сигурносне зоне, а 27. источнобосанска дивизија прешла је у подручје сјеверозападно од Сребренице и кренула према Братунцу. Послије низа брзих прекомпоновања и батаљонских и пуковских напада, дивизија је пресјекла 11. крајишку и опколила 27. источнобосанску дивизију.
Дивизија се до тог тренутка готово непрекидно борила током цијелог љета. Према заповједнику дивизије Хампелу, била је исцрпљена и прије почетка операције Хакфлајш. Кумулативни ефекат ове исцрпљености, погоршање стања са којом су се Нијемци суочавали на свим фронтовима и гласине које су међу припадницима вјероватно ширили партизани и усташе, био је тај што се дивизија почела распадати почетком септембра 1944. године.

## Посљедње борбе против партизана
Почетком септембра 1944, дивизија се вратила на сјевер у сигурносну зону, базирајући пјешадијске батаљоне у селима Курукаја, Вуковије (јужно од Фоче), Осмаци и Сребрник. Готово истовремено, партизански 3. корпус започео је офанзиву, нападајући 2. батаљон 28. пука у Сребрнику. Одржао се упркос притисцима током дводневних борби против 11. крајишке дивизије. Крајем прве седмице септембра, четници су напали дивизијске јединице за снабдијевање, увидјевши њемачку слабост и у потрази за оружјем и залихама. У тим нападима погинула су три припадника дивизије. Исте седмице, Савезници су спровели операцију Ратвик (Недјеља пацова) широм Балкана, која је укључивала ударе савезничких ваздушних снага по концентрисаним осовинским снагама и кључној инфраструктури, како би спријечиле њемачко повлачење из Грчке. Локални ефекат је закомпликовао логистику дивизије уништавањем пруге Сарајево—Брод и масовним дезертерством снага НДХ задужених за обезбјеђивање линија снабдијевања.
Партизани су безуспјешно напали 2. батаљон 27. пука у Матковцу 8. септембра. Послије прве седмице септембра, већи дио борбене снаге дивизије премјештен је на западну границу сигурносне зоне, како би се дочекао упад партизана. Дивизија је успјела да избаци партизанске снаге из Слатне и Међеђе, док су четници заузели Скугрић. Потпомогнути снагама НДХ, борбени пукови дивизије повукли су се у Брчко ради одмора и обнове. Као резултат преласка на западно подручје сигурносне зоне, јужно подручје брзо су прегазиле партизанске снаге. Зворник и Тузла су ослобођени до средине септембра.

## Противгерилске операције (август 1944 — мај 1945)
Тито је 17. августа 1944. понудио општу амнестију и многи у дивизији су искористили ову прилику. Током прве три седмице септембра, док су трајале тешке борбе, преко 2.000 припадника дивизије је дезертирало, а многи су са собом понијели оружје. Дезертери су отишли својим кућама, придружили се милицијама Зеленог кадра или прешли код усташа. Многи су пребјегли у партизане, а преко 700 се придружило 3. партизанском корпусу до почетка октобра.
Због високе стопе дезертерства из 13. СС дивизије, Зауберцвајг је предложио да се босански муслимани из 13. и 23. СС дивизије разоружају, али је Химлер умјесто тога одлучио да 2.000 босанских муслимани пребаци из Мађарске у Босну и реорганизује преостале трупе обје дивизије, са кључним јединицама за подршку из 13. СС дивизије које би се нашле под заповједништвом 8. СС брдског корпуса, који би се такође пребацио из Мађарске у Босну.
Раном зором 3. октобра 1944, партизанска 28. славонска дивизија напала је ескадром извиђачког батаљона у Јањи код Бијељине на источној граници сигурносне зоне. Када су пробили обруч на сјеверу, остатак извиђачког батаљона кренуо је јужно од Бијељине и уз велике губитке зауставио партизанско напредовање. Јурећи ка Јањи са истока, III/27 је дошао у контакт с партизанима око Модрана и у 10 часова послије подне стигао до гарнизона у Јањи и током ноћи добио артиљеријско појачање од 3/AR13. Сљедећег дана у зору, додатне четири партизанске бригаде напале су гарнизон у Јањи, а борбе су настављене током цијелог дана прије него што су се партизани повукли на југ. Јагдкомандос су упућене за непријатељом који се повлачио, али нису биле у стању да им нанесу значајније ударце јер су већ прешли Дрину и налазили су се на Подручју Војног заповједника у Србији. Након ове битке, Армијска група F је закључила да је укупна борбена вриједност дивизије минимална.
Неколико дана касније, 9. чета 28. пука (9/28) под вођством поручника Ханса Кенига упала је у засједу партизанске 17. мајевичке бригаде код Вукосаваца, током које је убила најмање 67 партизана и заробила наредбе за будуће операције. Кениг је одликован златним Њемачким крстом за фанатично вођство.

### Подјела дивизије
Док се 9/28 борио код Вукосаваца, једна број јединица, углавном артиљерије, био је привремено издвојен за дужност са другим јединицама 2. оклопне армије које су се бориле против совјетских трупа на Подручју Војног заповједника у Србији. Дивизија је поново спојена тек у јануару 1945. године.
Након захтјева Армијске групе F упућеног Химлеру, донијета је одлука да се 9. СС брдски корпус и дивизија пребаце на обављање послова обезбјеђења путева и жељезница код Загреба. Тиме би 69. армијски корпус био ослобођен тих дужности како би могао да ојача одбрамбену линију дуж Дрине суочен са Црвеном армијом која је напредовала. 28. пук, I/27 и III/AR13 требали су да остану на мостобрану у Брчком како би мост на ријеци Сави остао отворен. Обимна дезертирања из дивизије била су главни разлог за прелазак из сјевероисточне Босне у сјеверну Хрватску, али то је погоршало ствари: босански муслимани су веома невољно напуштали Босну и већ озбиљна стопа дезертерства постала је бујица када је почело пребацивање 16. октобра 1944. године. Многи су са собом понијели оружје, а стотине су се придружиле партизанима. Средином октобра, 700 припадника дивизије стациониране у Орашју приступило је партизанима, а били су распоређени између 17. мајевичке и 21. источнобосанске бригаде.

### ОперацијаХербстлауб
Снаге Црвене армије и партизана су 20. октобра заузеле Београд, а сутрадан је штабни имам дивизије Абдулах Мухасиловић подстакао побуну и повео 100 људи назад у Босну. Химлер је коначно пристао на разоружавање „непоузданих” босанских муслимана у оквиру операција Хербсталуб (Јесење лишће) 25. октобра. Између 900 и 1.000 босанских муслимана на мостобрану код Брчког и преко 2.300 у Загребу распоређено је у радне батаљоне и сличне неборбене помоћне дужности, иако је операција разоружавања на подручју Загреба завршена тек средином новембра. Почетком новембра дивизија, која је у јануару 1944. била 95% нењемачка, постала је 50% њемачка. Планови за реорганизацију дивизије у напуштени и Зауберцвајг је разријешен дужности заповједника. Поред тога, Зауберцвајгов 9. СС брдски корпус је распуштен, а остаци су стављени под заповједништво 69. армијског корпуса, под којим су остали до краја рата.

### Борбе против совјетских снага
У међувремену, напредовање Црвене армије кроз Београд и сјевер у југословенски дио Барање који су раније окупирали Мађари, учинило је држање линије Дунава критичним за Нијемци. Почетком новембра совјетске снаге су успоставиле мостобран преко Дунава од Апатина (у данашњој Србији). Од 9. новембра па надаље, дивизија је у неколико етапа упућена на Источни фронт, почевши од извиђачког батаљона који је 10. новембра ступио у акцију на Дарди западно од апатинског мостобрана. Пратила их је група од три батаљона (I/27, II/28 и III/28), артиљеријски дивизион (III/AR13) и пионирска подршка. Познати као Кампфгруп Ханке по свом заповједнику Хансу Ханкеу, кринули су са мостобрана у Брчком и придружили се блокирајућем положају код Пелмоноштора 14. новембра југозападно од другог совјетског мостобрана који је успостављен у Батини (у данашњој Хрватској). Као резултат тога, посљедње муслиманске СС снаге напустиле су Босну. За недјељу дана придружио им се и извиђачки батаљон, који се добро показао у борбама западно од Апатина. До 20. новембра, Црвена армија је прешла Дунав код Батине. Сљедећег дана Кампфгруп Ханке је протјеран са својих положаја, док се преосталих 200 војника повукло. До 25. новембра остатак дивизије је кренуо из подручја Загреба. Остатак Кампфгруп Ханке стављен је под заповједништво 44. пјешадијске дивизије, повлачећи се до Шиклоша у јужној Мађарској до 29. новембра.
За неколико дана Кампфгруп Ханке је повучена са линије фронта да би се поново придружила дивизији и поново оспособила, и у ту сврху је пребачена у Барч на ријеци Драви. Дивизија је поново спојена 2. децембра, осим остатка пионирског батаљона, који је остао у Босни због оштећених мостова и пруга. Као резултат континуираног дезертирања и катастрофалних жртава које је претрпјела Кампфгруп Ханке, дивизија је задржала веома мало од свог првобитног националног карактера. Упркос повратку разоружаних босанских муслимана из радних јединица, придруживање мађарских пјешадијских и артиљеријских јединица и долазак њемачке замјене, за посљедицу је имало то да је дивизија изгледала другачије од било које друге јединице у 2. оклопној армији.
Послије кратке паузе, дивизија је распоређена у сектор Маргаритине линије, низа фиксних одбрамбених радова јужно од језера Балатон која су заустављала совјетског напредовање. Након што неколико напада Црвене армије одбијено, између децембра 1944. и јануара 1945. развио се статички рат у рововима. Почетком марта 1945. неколико јединица је учествовало у операцији Фрихлингзервахен (Буђење прољећа), која је требало да буде посљедња велика офанзива Њемачке. У међувремену, од децембра 1944. до марта 1945, остатак дивизије је остао током обнове Барча. У фебруару им се придружио и дивизијски пионирски батаљон, који је коначно успио да се повуче из Босне. Совјети су 16. марта покренули Бечку офанзиву, обилазећи подручје Барча. Те ноћи, дивизија је напала бокове совјетског погона код Херешње, гдје је предузела посљедњу офанзивну операцију у рату.

### Повлачење у Рајх
Совјетска 57. армија и бугарска 1. армија су 29. марта напале цио фонт њемачке 2. оклопне армије, брзо пробивши линију код Нађибајома. Дивизија, држећи положаје јужно од мјеста продора, почела је да се повлачи на сјеверозапад. Повукли су се до ријеке Муре и једва успјели да пређу под сталним ваздушним и копненим нападима, са тешким жртвама. У немогућности да заузме ефективне положаје, дивизија је прешла границу Рајха 6. априла и заузела положаје код Петауа на тзв. „одбрамбеној линији Рајха”, гдје су остали до 5. маја. Њене посљедње борбе биле су око Кисмандорфа 19. априла.
Преостали припадници дивизије, и босански муслимани и Нијемци, почели су 5. маја да се повлаче на сјевер, према данашњој Аустрији. Наређење о повлачење у Волфсберг у Корушкој издато је 8. маја. Када су сазнали за наређење, имами 28. пука „пришли су свом команданту Хансу Ханкеу и затражили да они и њихови људи буду отпуштени и да им се дозволи да се врате у своју домовину… Ускоро су сви босански муслимани који су остали у дивизији упитани да ли желе да остану.” Постоје два извјештаја о масовним убиствима припадника дивизије од стране партизана, од којих је један укључивао масовно стријељање 1.400 војника.
Повлачење је настављено до 11. маја. Хампел је 12. маја водио преговоре о предаји са Британском армијом у Санкт Фајту на Глану. Већина припадника дивизије је пребачена 15. маја у Римини у Италији, гдје су бити затворени са другим ратним заробљеницима из 7. СС добровољачке брдске дивизије и 16. СС оклопне гренадирске дивизије. Раштркани остаци нису се предали све до 18. маја и многи су покушали да избришу своју СС тетоважу крвне групе. Хампел је побјегао из логора за ратне заробљенике у Фалингбостелу.

## Злочини и судски поступци

### Злочини
Иако је постизала успјехе и показала се компетентном у противгерилским операцијама у источној Босни, дивизија је стекла репутацију по бруталности и дивљаштву, не само током борбених дејстава, већ и злочинима почињеним над српским, муслиманским и јеврејским цивилима у сигурносној зони. Напади у сјеверној и источној Босни су оставили стотине, а вјероватно и неколико хиљада жртава међу српским цивилима до љета 1944. године.
Према сачуваној документацији Државне комисије за утврђивање злочина окупатора и њихових помагача, 13. СС дивизија је у периоду од марта до октобра 1944. извршила велики број злочина у Срему и сјевероисточној Босни. Припадници дивизије посебно су се истакли у масакрирању рањених и заробљених партизана, али и цивила, не штедећи ни жене, децу и старце. Ликвидације су вршене ватреним оружјем, клањем, вешањем, тупим предметима, спаљивањем објеката у којима су биле живе особе, а мучења која су претходила ликцвидацијама укључивала су између осталог драње коже и мучење ужареним гвођем. Своју свирепост су нарочито исказали на дјевојкама, које су силовали, масакрирали резањем дијелова тијела (дојки и полних органа) и затим убијали.
О злочинима је свједочио Франц Матајс (Фрања Матијас), заповједник 28. пука дивизије, који је касније постао члан дивизијског штаба. У исказу током којем је говорио о једно акцији рекао је:
У овом маршу ови су људи клали све на што су наилазили, а што није носило фес. Било је случајева да је официр који је био на челу колоне видео како људи раде на њиви. Кад се доцније окренуо, могао је видјети да ти људи који су малочас радили на њиви више нису били живи. Шиптари, чим би примјетили, једноставно би излазили из колоне и клали их.
У периоду од шест мјесеци на подручју Зворника, Угљевика, Шековића, Власенице, Градачца, Шамца, Лопара, Тузле, Лукавца и Кладња убијене су најмање 1.803 особе, за подруче Брчког се не зна тачан број али се рачуна да број жртава износи не мање од 500 лица, у Бијељини између 40 и 50, а на подручју Срема 500 до 600 лица.
Почетком марта 1944. цјелокупно село Рача је спаљено, а мјештане су припадници дивизије сурово преклали. Масакр је био одмазда за партизанске диверзије на њемачки транспорт. У Сремској Рачи је боравио члан британске војне мисије Басил Дејвидсон, а у својој књизи „Слика партизана” описао је затечено стање:
Почетком марта Лала и остали из Босне су стигли у Рачу, прелазећи Саву на самом рубу катастрофе. Нашли су призор неиздрживе страхоте. Лешеви 220 људских бића, од којих су 83 биле жене и педесет старци, а остатак дјеца сувише мала да би прешла Саву у нашем повлачењу, лежали су по селу, у малим гомилама по двориштима, у плитким гробовима, скривени под снопљем кукурузних стабљика, или једноставно остављени на путу. У селу Босут, удаљеном три миље, пронашли су лешеве 75 жена, 45 деце и 38 стараца; а прича је скоро иста у Моровићу и друга два села. Каснија рачуница је показала да је укупно 460 стараца, жена и мале дјеце убијено у овим селима, осим неких које нису могли да урачунају. У већини случајева открили смо да су имали пререзан врат. Седамдесет или осамдесет кућа је било спаљено.
Један заробљеник дао је исказ о злочинима припадника дивизије у околини Лопара:
Након убиства партизана из базе трупе 13. СС дивизије похапсиле су 218 лица, што људи, што жена и извјестан број дјеце, а сви становници села Јабланице (око 70), Мачковца (33), Тобута (4), села Вукосавци и Лопара (23). Иста лица су похапшена као Срби, а уз то и као мјештани партизанских села. Тако похватана група људи је доведена у Лопаре, један дио је затворен у просторије кафане Милана Жаркића, а један дио је држан пред кафаном. Кад је пала ноћ, а то је било тачно на трећи дан православног Васкрса [16. април] 1944. године, некако око 9 сати увече, започела је крвава кланица недужних људи. Како су сви похапшени били везани жицом на рукама иза леђа, то су СС-овци узимали једног по једног и стављали му омчу око врата и подизали на једну грану, на липу. Пошто су жртву двојица објесили, неколико њих су је млатили по прсима гвозденим шипкама и штанглама. Када је изгледало да жртва показује знаке живота, онда су је скидали, а затим је неки припадник 13. СС дивизије с надимком ’Крвави’ из Челића узимао нож и пробадао жртви испод гркљана. Послије тога остали злочинци припадници 13. СС дивизије стављали би жртви запаљену цигарету у уста, а ’Крвави’ остављао нож забоден у врат и пушио цигарету. Попушивши цигарету допола поново се лаћао посла, а кад се жртва почела у самртничком ропцу копрцати, ’Крвави’ ју је коначно приклао.
Књижевник Меша Селимовић је јула 1944. године у часопису Фронт слободе описао злочине припадника Ханџар дивизије.

### Судски поступци
Послијератни Нирнбершки процес донио је деклараторну пресуду да је Вафен-СС криминална организација због ратних злочина и злочина против човјечности, укључујући убијање ратних заробљеника и злочине почињене у окупираним земљама. Из ове пресуде искључени су они који су били регрутовани у Вафен-СС, а нису лично починили ратне злочине и злочине против човјечности.
Тридесет осам припадника дивизије је изручено Југославији након рата, да би им било суђено. Неки су извршили самоубиство, укључујући генерал-потпуковник Зауберцвајга 20. октобра 1946. и СС-оберштрумфирера Ханса Кенига. Суђења су се одвијала на војном суду у Сарајеву између 22. и 30. августа 1947. године. Само 7 од 38 оптужених је оптужено за одређена кривична дјела, иако је оптужница теретила дивизију за убиство око 5.000 људи. Оптужене су бранила три југословенска адвоката: два цивила и један војни официр. Сви су проглашени кривим; 10 је осуђено на смрт, а 28 је осуђено на затворску казну у трајању од 5 година до доживотног затвора. СС-оберштрумфирер имам Халим Малкоч је стријељан у Бихаћу већ 7. марта 1947. године. Сви који су стријељани, били су нижи официри и подофицири. Скоро сви затвореници су пријевремено пуштени и до 1952. сви су ослобођени, осим једног који је преминуо. Пошто је побјегао, Хампел се никада није суочио са суђењем и живио је у Грацу у Аустрији до своје смрти 11. јануара 1981. године.
Стотине припадника 13. и 23. СС дивизије добровољно су се пријавили да се боре у Арапско-израелском рату 1948—1949. Сиријска влада је поднијела захтјев за пребацивање 8.000 избјеглица босанских муслимана у Сирију, од којих многе због регрутације у Оружане снаге Сирије. Ирак је послао своје представнике у Европу и позвао 2.500 босанских муслимана да се тамо населе. Францман и Ћулибрк процјењују да се око 1.000 босанских муслимана који су бивши припадници СС-а борило у Палестини. Многи од добровољаца служили су у Аџнадин батаљону Арапске ослободилачке војске.

## Заповједници
Дивизијом су заповиједали сљедећи официри
- СС-групенфирер и генерал-потпоручник Вафен-СС-а Артур Флепс (задужен за подизање дивизије, од 13. фебруара 1943)
- СС-штандартенфирер резерве Херберт фон Обвурцер (9. март 1943 — 1. август 1943)
- СС-бригаденфирер и генерал-мајор Вафен-СС-а Карл-Густав Зауберцвајг (1. август 1943 — 1. јун 1944)
- СС-бригаденфирер и генерал-мајор Вафен-СС-а Дезидериус Хампел (1. јун 1944 — 12. мај 1945)

Прва двојица су подигла и обучила дивизију у њеним раним фазама развоја, а Зауберцвајг и Хампел су заповиједали у активним операцијама против партизана, а касније против Црвене армије и Бугара:

## Одликовања
Неколико припадника одликовано је високим њемачким војним одликовањем, од којих је петоро одликована Витешким крстом Гвозденог крста (укључујући Хампела и Ханкеа), петоро Њемачким крстом у злату (укључујући Ханкеа) и један Њемачким крстом у сребру. Свих пет уручења Витешког крста припадницима дивизије је спорно и не могу бити верификовани у Њемачком националном архиву. Према Герхарду фон Семену, Хампел, Карл Лике и Ханке су вјероватно истог дана добили Витешки крст од заповједника 2. оклопне армије, генерала артиљерије Максимилијана де Ангелиса.

## Састав дивизије
Главне јединице у саставу дивизије биле су:
- 27. Вафен-СС брдски пјешадијски пук (1. хрватски)
- 28. Вафен-СС брдски пјешадијски пук (2. хрватски)
- 13. СС брдски артиљеријски пук
- 13. СС брдски извиђачки батаљон
- 13. СС противоклопни батаљон
- 13. СС брдски пионирски батаљон
- 13. СС противваздушни батаљон
- 13. СС батаљон брдске везе
- 13. СС батаљон за снабдијевање
- 13. СС логистички батаљон
- 13. СС медицински батаљон
- 13. СС батаљон за замјену

Од 24. септембра 1944. батаљони за снабдијевање и логистику комбиновани су у 13. СС пук сервисне подршке/снабдијевања.

## Униформа и дивизиона пјесма
Униформа је била регуларна СС M43 теренска јакна, са дивизијском закрпом на крагни на којој се види рука која држи симитар изнад свастике. На лијевој руци се налазио хрватски штит (црвено-бијела шаховница), а на десној закрпа са приказом цвијета рунолиста. Ознака на рукаву у виду шаховнице била је спорна, посебно код имама, који су је након преласка Саве скидали. Бивши припадници СС-а који су служили у дивизији имало је право да носи значку зиг руне која је била причвршћена за лијеви џеп на грудима тунике.
Припадници дивизије су на глави носили СС М43 фес који су морали да носе сви чинови, док су њемачки официри имали могућност да носе брдску капу (Bergmütze). Фес је изабрао Химлер, јер су га носили припадници Босанскохерцеговачке пјешадије Аустроугарске војске 1894—1918. и припадници аустроугарска Албанске легије 1916—1918. Постојале су двије верзије феса: пољски сиви модел за ношење у борби и на дужности и црвени модел за параде, вјежбе марширања и ван дужности. И на фесу и на брдској капи налазила се мртвачка глава и орао СС-а. Планинска капа је такође била украшена закрпом са приказом цвијета рунолиста, која се носила на лијевој страни капе.
Дивизијска пјесма је постављена на мелодију Wir fahren gegen Engelland Хермса Нила.